# Heather (singolo)
Heather è un singolo del cantante statunitense Conan Gray, pubblicato il 4 settembre 2020 come sesto estratto dal primo album in studio Kid Krow.

## Descrizione
Come accaduto con il singolo Maniac, anche Heather è diventato popolare grazie alla piattaforma TikTok.

## Video musicale
Il video musicale, diretto dall'interprete assieme a Dillon Matthew, è stato pubblicato il 20 agosto 2020 attraverso il canale YouTube dell'artista.

## Tracce
Testi e musiche di Conan Gray, eccetto dove indicato.
7"
- Lato A

1. Heather – 3:18

- Lato B

1. Maniac – 3:06 (Conan Gray, Daniel Nigro)

## Formazione
Musicisti
- Conan Gray – voce, cori
- Daniel Nigro – cori, chitarra acustica, basso, programmazione della batteria, chitarra elettrica, pianoforte, sintetizzatore
- Jam City – programmazione, programmazione della batteria, chitarra

Produzione
- Daniel Nigro – produzione, ingegneria del suono
- Jam City – produzione aggiuntiva
- Mitch McCarthy – missaggio
- Randy Merrill – mastering

## Successo commerciale
Nella Official Singles Chart britannica il singolo è entrato nella top seventyfive della classifica alla 41ª posizione nella pubblicazione del 27 agosto 2020 grazie a 10 956 unità distribuite, segnando il primo ingresso di Gray nel paese. Ha poi trovato il suo picco alla 17ª posizione nella settimana del 17 settembre successivo.
Nella ARIA Singles Chart Heather ha debuttato alla 47ª posizione nella settimana del 24 agosto 2020, diventando il secondo ingresso dell'interprete in territorio australiano. Si è spinto fino alla 13ª posizione.

## Classifiche

### Classifiche settimanali
| Classifica (2020-22) | Posizione massima |
| -------------------- | ----------------- |
| Australia            | 13                |
| Belgio (Fiandre)     | 51                |
| Belgio (Vallonia)    | 73                |
| Canada               | 26                |
| Estonia              | 25                |
| Finlandia            | 13                |
| Grecia               | 22                |
| Irlanda              | 12                |
| Islanda              | 26                |
| Lituania             | 21                |
| Malaysia             | 2                 |
| Norvegia             | 21                |
| Nuova Zelanda        | 13                |
| Paesi Bassi          | 48                |
| Panama               | 142               |
| Perù                 | 66                |
| Portogallo           | 28                |
| Regno Unito          | 17                |
| Repubblica Ceca      | 43                |
| Singapore            | 2                 |
| Slovacchia           | 48                |
| Stati Uniti          | 46                |
| Svezia               | 41                |
| Svizzera             | 79                |
| Ungheria             | 31                |
| Vietnam              | 66                |

### Classifiche di fine anno
| Classifica (2020) | Posizione |
| ----------------- | --------- |
| Portogallo        | 145       |
| Classifica (2021) | Posizione |
| Portogallo        | 130       |

## Date di pubblicazione
| Paese       | Data di pubblicazione | Formato | Note   |
| ----------- | --------------------- | ------- | ------ |
| Regno Unito | 4 settembre 2020      | Airplay | [ 17 ] |
| Italia      | 25 settembre 2020     | Airplay | [ 40 ] |